# Bellevue-Eiche
Die Bellevue-Eiche ist ein Naturdenkmal im Berliner Ortsteil Köpenick des Bezirks Treptow-Köpenick.

## Geschichte
Die Bellevue-Eiche ist eine ca. 270 Jahre alte Stieleiche im südwestlichen Bereich des Bellevueparks. Sie wurde vermutlich im Jahr 1752 gepflanzt und ist ein Relikt eines ehemals größeren Eichenbestandes im Park. Nach aktuellen Daten (Stand 9. Mai 2017) des Bezirksamtes Treptow-Köpenick hat der Baum einen Stammumfang von 5,65 Metern, eine Höhe von 22 Metern und einen Kronendurchmesser von 29 Metern. Sie ist seit dem Jahr 1993 als Naturdenkmal gemeldet. Den austragenden Ast hat man im Jahr 2006 sogar mit einer Stützkonstruktion gesichert. Im Jahr 2012 gab es an der Bellevue-Eiche Baumschnittarbeiten, dabei hat man bei der Untersuchung festgestellt, dass in der oberen Krone mehrere Stark-Äste abgestorben sind und weiter unten kam es zu Totholzbildung. Aus Sicherheitsgründen wurden die Eingriffe vorgenommen, sonst hätte der Baum gefällt werden müssen.
Im Jahr 2014 sind Baumexperten mit einer Hubarbeitsbühne in die Krone der Eiche gestiegen und haben die toten Äste entfernt und dabei wurden ca. 40 Prozent der Krone beseitigt. Die eindrucksvolle Astschleppe des Naturdenkmals, die seit dem Jahr 2006 von Stützen gesichert wird, wurde dabei nicht reduziert. All diese Maßnahmen, die am Baum getätigt wurden, hatten keinen Erfolg. Aus dem Vorjahr befinden sich am Baum braune Blätter. Die Bellevue-Eiche soll vorerst nicht gefällt werden, denn der Bezirk prüfte, wie man sie am Leben erhalten kann. Zum damaligen Zeitpunkt ging vom Baum für die Spaziergänger im Park keine Gefahr aus, sagte Bauminspektorin Olga Toepfer. Im Jahr 2015 kam es zu einer umfangreichen Abstimmung darunter mit der bezirklichen Denkmalbehörde, Naturschutzverbänden und mit dem Rechtsamt. Dabei kam man zu der Entscheidung, dass um die alte Eiche mit einem Zaun abgesperrt wird.